# Байкал-Энергия
«Байка́л-Эне́ргия» — российский клуб по хоккею с мячом.
В 1947—1992 годах команда под названием «Локомотив» представляла коллектив физкультуры Восточно-Сибирской железной дороги. Выступала на стадионах «Труд» и  «Локомотив».
14-кратный (из 14 розыгрышей) чемпион ЦС ДСО «Локомотив» (1948—1961). В классе «А», а затем в высшей лиге чемпионатов СССР команда выступала с 1960 по 1992 год с четырьмя годичными перерывами, связанными с выбытием в первую лигу — 1961/1962, 1980/1981, 1984/1985, 1989/1990. Лучший результат — 5 место (1966). Победитель (1960, 1981, 1990) и серебряный призёр (1985) чемпионатов РСФСР. С сезона 1983 года выступает в розыгрышах Кубка СССР. Летом 1992 года в условиях экономического спада Восточно-Сибирская железная дорога отказалась от содержания команды «Локомотив», на базе которой был создан хоккейный клуб «Сибскана».
С августа 2004 года — «Байкал-Энергия».

## История команды
Рождение хоккея с мячом в Иркутске летописцы спортивной истории относят к концу 1923 — началу 1924 года, когда была основана команда «Свердловский транспортник». Родоначальником иркутского хоккея старожилы называют Семёна Яковлевича Бороздова, переехавшего в начале двадцатых из Петрограда в Иркутск. Он не только познакомил жителей города с игрой, но и стал первым тренером (занимался со спортсменами яхт-клуба), а также первым судьёй. Пальму первенства в создании иркутского хоккея с мячом с Бороздовым делят датчане. Датское Северотелеграфное агентство, существовавшее в Иркутске в начале 1930-х годов, создало первую команду, которая впоследствии соревновалась со «Спартой», «Унионом», «Сильным пролетарием», «Динамо», «Свердловским транспортником».

### «Локомотив»
В 1947 году образована команда мастеров «Локомотив», представлявшая Восточно-Сибирскую железную дорогу.
В 1956 году команда дебютировала в чемпионате РСФСР, завоевав 1-е место в 7-й зоне. В финальном турнире команд класса «Б» чемпионата СССР команда заняла 9-е место.
В 1960 году, победив в финальном турнире команд класса «Б», «Локомотив» завоевал путёвку в класс «А» чемпионата СССР, однако, заняв последнее, 12-е место, по итогам турнира покинул высшую лигу.
В 1962 году команда возвратилась в высшую лигу и по итогам сезона завоевала 9-е место. Всего команда покидала высшую лигу четырежды. Самым высоким достижением «Локомотива» стало 5-е место в чемпионате СССР 1965/1966.
Статистика команды в высшей лиге с 1947 по 1992 год — 729 матчей, 231 победа, 100 ничьих, 398 поражений; мячи — 1988:2816.  Ведущие игроки разных лет — С. Березовский, В. Говорков, И. Грек, Е. Данилов, В. Девятых, В. Елизаров, О. Катин, Л. Князьков, В. Колесников, А. Комаровский, С. И. Лазарев, А. Найданов, В. Петров, Г. Почебут, И. Протасов, А. Рыбин, С. А. Семёнов, О. Суставов, Ан. Терентьев, Иг. Хандаев, В. Шаров, М. Швецов, Ю. Школьный, С. Эйсбруннер. В составе команды начинали играть получившие затем известность в других клубах В. Чухлов, А. Шишкин, Ил. Хандаев. Рекордсмен клуба по результативности за один сезон — С. Березовский (41 мяч, 1991).

### «Сибскана» — «Сибскана-Энергия»
В 1992 году титульный спонсор команды (Восточно-Сибирская железная дорога) отказалась от дальнейшего финансирования команды. Финансовое бремя её содержания приняло на себя совместное российско-шведское предприятие «Сибскана» и команда получила одноимённое название. В первом же чемпионате страны, где она выступала под этим именем (это был первый чемпионат России после распада СССР), команда в первом круге турнира заняла 1-е место в группе «Восток», а в ходе финального турнира поднялась на 4-е место в чемпионате России.
В сезоне 1994/1995 команда дошла до полуфинала чемпионата, где проиграла будущему чемпиону — новосибирскому «Сибсельмашу», а в матче за третье место в обоих матчах (домашнем и выездном) одержала победы над кемеровским «Кузбассом». В этом сезоне домашний для команды стадион «Труд» был признан самым посещаемым хоккейным стадионом России.
Сезон 1997/1998 стал для команды самым удачным в её истории. В предварительном турнире «Сибскана» неоспоримо победила в зоне «Восток» (отрыв от ближайшего преследователя, красноярского «Енисея», составил 9 очков), удачно провела игры плей-офф (выиграла все матчи в 1/16 и 1/8 финала, в полуфинале выиграла дома у нижегородского «Старта» со счётом 6:1 и свела вничью выездную игру). В финале команда встретилась с архангельским «Водником» и, проиграв выездную встречу и сыграв вничью дома, завоевала серебряные медали чемпионата России.
В 2001 году спонсором команды стало ОАО «Иркутскэнерго» и команда сменила название на «Сибскана-Энергия».
Статистика команды в высшей лиге с 1992 по 2004 год — 323 матча, 189 побед, 22 ничьих, 112 поражений; мячи — 1328:1075.
Ведущие игроки разных лет — А. Баженов, М. Бральгин, Е. Гришин, С. Домышев, В. Донских, Е. Ерахтин, В. Захаров, Е. Иванушкин, А. Негрун, В. Никитин, М. Никитин, Ю. Никитин, В. Савин, Д. Соколов, А. Шишкин. Рекордсмен клуба по результативности за один сезон — А. Насонов (49 мячей, 2007/2008).

### «Байкал-Энергия»
В августе 2004 года генеральный спонсор становится единственным учредителем хоккейного клуба, который получает новое название — «Байкал-Энергия». Команда продолжает оставаться в числе фаворитов группы «Восток». Успешно выступает в розыгрышах Кубка России, завоёвывая 3-е место (2005 — весна), выходит в финал (2005 — осень), четвертьфинал (2006), впервые представляет Россию в розыгрыше Кубка мира 2006 года.
Это происходит на фоне процесса смены поколений в команде. Однако 4-е место, занятое командой в чемпионате России 2006/2007, оставляет многочисленной армии иркутских болельщиков повод надеяться, что лучшие выступления клуба ещё впереди.
На Кубке мира 2013 года «Байкал-Энергия» добилась своего наивысшего достижения на международной арене: выход в полуфинал, в котором она уступила будущему победителю турнира «Динамо-Москва», при этом иркутяне на групповом этапе обыграли москвичей со счётом 2:1.
Весной 2015 года команда после длительного перерыва становится обладателем бронзовых медалей чемпионата России: дойдя до полуфинала, где проигрывает будущему серебряному призёру турнира московскому «Динамо», но в борьбе за 3-е место побеждает хабаровский «СКА-Нефтяник» по результатам двух матчей.
Осенью 2015 года «Байкал-Энергия» впервые завоевала Кубок России, обыграв в финале «СКА-Нефтяник» со счётом 10:4. В этом матче голы забили 9 из 10 полевых игроков.
В 2016 году «Байкал-Энергия» дошла до финала чемпионата России, в котором уступила «Енисею» со счётом 1:5.
В 2017 году вновь стала серебряным призёром чемпионата, уступив в финале «СКА-Нефтянику» со счётом 2:6.
В 2018 году «Байкал-Энергия» повторила результат 2015 года и завоевала бронзовые медали, обыграв в серии из двух матчей кемеровский «Кузбасс».
10 марта 2025 года на официальном сайте хоккейного клуба «Байкал-Энергия» было размещено заявление компании ЭН+ об отказе от спонсорства команды Суперлиги и о временной приостановке участия Клуба в Суперлиге.

## Достижения
Чемпионат России
- Серебряный призёр (3): 1998, 2016, 2017
- Бронзовый призёр (4): 1995, 1999, 2015, 2018

Кубок России
- Обладатель (1): 2015
- Финалист (1): 2005 (осень)
- Бронзовый призёр (1): 2005 (весна)

Суперкубок России
- Финалист (1): 2016

Чемпионат РСФСР
- Победитель (3): 1960, 1981, 1990
- Серебряный призёр (1): 1985

Международный турнир на призы Правительства России
- Бронзовый призёр (1): 2006

Другие турниры
- Участник розыгрыша Кубка мира 2005, 2010, 2011 и 2013 (полуфиналист) годов.
- Победитель международного турнира «Кубок лесников» (Швеция, Сёдерхамн, 1995)
- Победитель турнира Sportservice Reebok Jofa Cup (Швеция, Бохус, 2009)

## Административно-тренерский состав
- Директор клуба — Игорь Бондаренко
- Главный тренер — Олег Батов
- Старший тренер —  Александр Кротов
- Тренер-массажист — Виталий Мотовилов
- Пресс-атташе — Артем Непомнящих

Данные приведены по состоянию на сезон 2023/2024.

## Наиболее известные тренеры
- Виктор Киселев (1960, 1963—1965)
- Николай Джурук (1961, 1971)
- Григорий Израильский (1966—1970)
- Олег Катин (1973—1974, 1977, 1981, 1988—1994)
- Владимир Смирнов (1976)
- Виктор Елизаров (1977—1980)
- Игорь Грек (1975, 1977, 1983—1984)
- Виталий Колесников (1985)
- Анатолий Лысенко (1986—1987)
- Евгений Выборов (1989, 1999—2000, 2004—2006)
- Сергей Лихачёв (1994—1998, 2002—2004)
- Борис Баринов (1998—1999)
- Юрий Лахонин (2000—2002)
- Виталий Лазицкий (2002)
- Александр Шишкин (с 2006 по 23 ноября 2007)
- Евгений Ерахтин (2006—2007 — и. о. главного тренера,  2007—2012, с 2014 по 2016)
- Валерий Эйхвальд (2012—2014)